# Rotten Tomatoes
Rotten Tomatoes (englisch für Verfaulte Tomaten) ist ein englischsprachiger Bewertungs-Aggregator, der insbesondere Rezensionen zu Filmen und Fernsehserien sammelt und veröffentlicht. Der Domain-Name bezieht sich auf die Vorstellung eines verstimmten Publikums, das aus Protest bei einer Theateraufführung verfaultes Gemüse auf die Bühne wirft.

## Geschichte
Rotten Tomatoes wurde am 12. August 1998 von Senh Duong als Hobbyprojekt gestartet. Sein Ziel war es, eine Website zu erstellen, die eine Vielzahl an US-amerikanischen Filmkritiken sammelt und darstellt. In Zusammenarbeit mit zwei Kommilitonen der University of California, Berkeley – Patrick Y. Lee und Stephen Wang – sowie einem Webdesign-Unternehmen wurde die Website nach der offiziellen Veröffentlichung am 1. April 2000 hauptberuflich betrieben.

Logo von 2001 bis 2018

Im Juni 2004 übernahm IGN Rottentomatoes.com für eine ungenannte Summe. Im September 2005 wurde IGN von News Corps Fox Interactive Media gekauft, und im Januar 2010 verkaufte IGN die Website an das Unternehmen Flixster, das eine iPad-App sowie weitere Programme für mobile Geräte produzierte. Im Mai 2011 wurde Flixster von Warner Bros. gekauft.
Rotten-Tomatoes-Mitglieder konnten Gruppen erstellen, in denen sie über Filme diskutierten. In der Gruppe „The Golden Oyster Awards“ konnten Mitglieder beispielsweise verschiedene Preise an Filme verteilen, ähnlich den Oscars oder Golden Globes. Als Flixster Rotten Tomatoes kaufte, wurden sämtliche Gruppen aufgelöst. Flixster nahm hierzu Stellung: „Der Gruppen-Bereich wurde eingestellt, um den Weg für neue Community-Features in Kürze zu ebnen. In der Zwischenzeit nutzen Sie bitte die Foren für Gespräche über Ihre Lieblingsfilme.“
Ab Februar 2011 wurden neue Community-Features präsentiert und teilweise wieder eingestellt.
Seit September 2013 bewertet Rotten Tomatoes neben Filmen auch Fernsehserien.
Das Jahr 2015 gilt als Meilenstein für den Einfluss von Rotten Tomatoes auf den kommerziellen Erfolg von wichtigen Hollywood-Produktionen. In diesem Jahr verwendeten die Marketing-Abteilungen großer Studios erstmals in Werbeanzeigen Rotten-Tomatoes-Bewertungen statt traditioneller Kritikermeinungen, so bei Trainwreck und Mission: Impossible – Rogue Nation.
Im Februar 2019 wurde die Möglichkeit eingestellt, Kommentare noch vor der Veröffentlichung eines Filmes zu schreiben, da diese laut Rotten Tomatoes zunehmend nicht-konstruktiv seien. Des Weiteren wurde die Prozentzahl, wie viele Zuschauer einen Film sehen wollen, auf eine absolute Zahl umgestellt.
Im September 2023 veröffentlichte die Entertainment-Nachrichtenseite Vulture eine Recherche, in der anhand eines konkreten Beispiels gezeigt wurde, wie Bewertungen beim Film Ophelia durch eine PR-Firma manipuliert worden sein sollen.

## Funktionsprinzip
Rotten Tomatoes sammelt und bewertet im Netz veröffentlichte Filmrezensionen. Gewertet werden beim sogenannten Tomatometer nur Rezensionen von vorab durch Rotten Tomatoes anerkannten Kritikern bzw. Medien. Positive Rezensionen werden durch ein fresh (engl. für ‚frisch‘) gekennzeichnet (kleines Icon einer roten Tomate), entsprechend negative Kritiken als rotten (engl. für ‚verfault‘) eingestuft und durch grüne, aufgeplatzte Tomaten hervorgehoben. Hat der Rezensent keine  rechnerisch verwertbare Note bzw. Punktzahl vergeben, leitet die Redaktion aus dem Text der Rezension eine quantifizierte Bewertung ab. Dabei werden alle gewerteten Kritiken mit Kurzzitaten, Quellenangaben und direkten Links aufgelistet.
Bei populären Filmen kann die Anzahl der Kritiken bis weit über 300 steigen, in Einzelfällen sogar bis über 500. Seit 2000 werden außerdem jährlich Golden Tomato Awards für die bestrezensierten Filme des vergangenen Jahres vergeben. (“The Golden Tomato Awards pay tribute to the best-reviewed films of the previous year as determined by the website Rottentomatoes.com.”)

### Tomatometer
Dieser Score dient einem schnellen Überblick über die Kritiken, auf die Rotten Tomatoes für die Bewertung zugreift. Es gelten folgende Bewertungsregeln:
- Erreicht ein Film mehr als 75 % positive Kritiken, so wird er als „garantiert frisch“ (certified fresh) gekennzeichnet und mit einer roten Tomate markiert.
- Zwischen 70 % und 75 % kann der Film auch noch als „garantiert frisch“ bezeichnet werden, wenn er besonders viele Kritiken bekommen hat.
- Zwischen 60 % und 70 % (ggf. bis 75 %) wird der Film als „frisch“ (fresh) eingestuft und erhält eine rote Tomate.
- Unter 60 % positiver Kritiken wird der Film als „verfault“ (rotten) eingestuft und mit einer grünen, zerplatzten Tomate gekennzeichnet.

### Audience Score
Ohne Einfluss auf das Tomatometer werden auch Publikumsmeinungen gesammelt. Darunter fallen alle auf der Website abgegebenen Meinungen, die nicht zu den von Rotten Tomatoes ausgewählten Kritikern zählen. Ist die Publikumsmeinung zu 60 % oder mehr positiv, so wird dies durch einen gefüllten Becher Popcorn dargestellt. Bei weniger als 60 % positiver Publikumsmeinung wird ein fast leerer, umgestoßener Becher Popcorn angezeigt.